# 스스키다 규킨

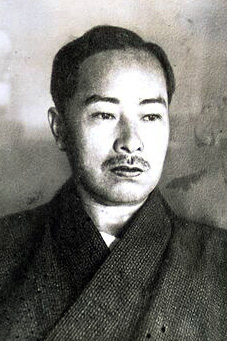

스스키다 규킨(일본어: 薄田 泣菫, 1877년 5월 19일 ~ 1945년 10월 9일)은 제국 시대의 일본의 시인. 본명은 쥰스케(일본어: 淳介)이다.
시마자키 도손의 영향으로 1899년 처녀 시집 <보테키슈>(暮笛集)을 간행하여 일약 유명해졌고, 1960년 대표시집 <하쿠요큐>(白羊宮)를 간행하여 시단의 제일인자가 되었다.
시풍은 단정·전아(典雅), 고어·아어(雅語)를 자유로이 구사하여 왕조적 기품을 담아 일본 근대시 중 가장 완성된 풍격을 보이고 있다. 이시카와 다쿠보쿠나 기타하라 하쿠슈 등 동시대 이후의 시인에게 준 영향은 적지 않다.